# قائمة الهجمات الصاروخية الفلسطينية على إسرائيل 2009
فيما يلي قائمة بهجمات الصواريخ وقذائف الهاون على إسرائيل في عام 2009 من قبل حماس وجماعات فلسطينية مسلحة أخرى من قطاع غزة.
على مدار عام 2009، تم إطلاق 569 صاروخًا و 289 قذيفة هاون (ما مجموعه 858) من قطاع غزة على إسرائيل، مقارنة بـ 2048 صاروخًا في عام 2008. تم إطلاق 406 منها خلال حرب غزة التي انتهت في 18 يناير، و 160 أطلقت خلال الفترة المتبقية من العام.

## يناير
1 يناير 2009 - 18 يناير 2009
بدأت حرب غزة في أواخر عام 2008، وانتهت في 18 يناير 2009. بالنسبة للهجمات الصاروخية الفلسطينية على إسرائيل خلال هذه الفترة، انظر الحرب على غزة (2008–2009).
31 يناير 2009
سقط صاروخ غراد جنوبي عسقلان بعد انطلاق إنذار باللون الأحمر في المدينة. أصابت القذيفة منطقة مفتوحة في المدينة. ولم ترد انباء عن وقوع إصابات في الهجوم.

## فبراير
1 فبراير 2009
أطلق نشطاء فلسطينيون في غزة ما لا يقل عن خمسة صواريخ قسام و 14 قذيفة هاون على جنوب إسرائيل.
أصيب جنديان من الجيش الإسرائيلي ومدني إسرائيلي بجروح طفيفة بانفجار أربع قذائف هاون أطلقت من قطاع غزة بالقرب منهم في منطقة شاعر هنيغف غربي النقب.
سقطت ثلاثة صواريخ على منطقة إشكول، سقط اثنان منها في حقول مفتوحة والثالثة بين روضتين. وسقط صاروخ رابع على منطقة مفتوحة في منطقة المجلس الإقليمي سدوت نيجيف وانفجر صاروخ خامس في نيرعم بالقرب من حدود غزة. ولم ترد أنباء عن وقوع إصابات أو أضرار في أي من الضربات.
وسقطت أربع قذائف هاون على منطقة إشكول في النقب الغربي في وقت سابق يوم الأحد أيضا. لم تحدث إصابات أو أضرار.
أطلق نشطاء فلسطينيون في غزة صاروخ قسام واحد على الأقل و 3 قذائف هاون على جنوب إسرائيل. وقال الجيش الإسرائيلي إنه استهدف المسلحين الذين أطلقوا قذائف الهاون.
3 فبراير 2009
أطلق نشطاء فلسطينيون النار على عسقلان يوم الثلاثاء. وقال رئيس البلدية بيني فاكنين لراديو إسرائيل إن صاروخ غراد "أصاب قلب حي سكني". وقال فاكنين "على حد علمي، عندما يكون صاروخ غراد، فهو من حماس".
4 فبراير 2009
أطلق مسلحون فلسطينيون في قطاع غزة قذيفة هاون على جنوب إسرائيل انفجرت في مجلس إشكول الإقليمي. تم علاج ثلاثة أشخاص من الصدمة بعد الهجوم، لكن لم تقع إصابات.
6 فبراير 2009
أطلق نشطاء فلسطينيون صاروخين من القطاع الساحلي على إسرائيل. أصابت أولى الصواريخ منطقة شاعر هنيغف. وبعد ثلاث ساعات سقط صاروخ بالقرب من مدينة عسقلان الساحلية. ولم تسفر الهجمات عن سقوط إصابات.
8 فبراير 2009
أطلق مسلحون فلسطينيون في قطاع غزة صاروخ غراد باتجاه عسقلان. ولم يسفر الهجوم الصاروخي على البلدة الجنوبية عن وقوع إصابات أو أضرار. وفي وقت سابق من ذلك اليوم، سقط صاروخ قسام أُطلق من قطاع غزة على النقب الغربي. وقال الجيش الإسرائيلي إن النيران اشتعلت في إحدى السيارات وأصيب عدد آخر بشظايا. ولم ترد انباء عن وقوع اصابات.
10 فبراير 2009
ضرب صاروخ قسام غربي النقب يوم الانتخابات التشريعية الإسرائيلية 2009. أطلق نشطاء فلسطينيون في قطاع غزة الصاروخ قبل نصف ساعة فقط من إغلاق مراكز الاقتراع.
11 فبراير 2009
أطلق مسلحون فلسطينيون في قطاع غزة أربع قذائف هاون على النقب الغربي [تشير بعض الروايات إلى قذيفتي هاون فقط] خلال يوم الأربعاء.
13 فبراير 2009
انفجر صاروخان من صواريخ القسام وقذيفة هاون أطلقها مسلحون فلسطينيون في قطاع غزة في النقب الغربي دون وقوع إصابات أو أضرار. سقط أحد الصواريخ في منطقة مفتوحة في المجلس الإقليمي إشكول وبعد حوالي ساعة سقط صاروخ آخر بالقرب من مدينة سديروت.
15 فبراير 2009
ضرب صاروخ جنوب إسرائيل في وقت متأخر من ليلة الأحد في منطقة سدوت النقب.
16 فبراير 2009
ضربت الصواريخ الفلسطينية إسرائيل صباح يوم الاثنين. أُطلق صاروخان من غزة أحدهما أصاب منطقة مفتوحة في منطقة شاعر هنيغف والآخر سقط داخل كيبوتس في منطقة سدوت النقب. ولم ترد أنباء عن وقوع إصابات في أي من الحادثتين، لكن لحقت أضرار ببعض الممتلكات.
قصفت طائرات سلاح الجو الإسرائيلي محور صلاح الدين، منطقة أنفاق التهريب بالقرب من حدود غزة مع مصر ردا على إطلاق الصواريخ.
18 فبراير 2009
سقط صاروخ قسام، الأربعاء، على منطقة النقب الغربي. وانفجر الصاروخ في حقل في مجلس شاعر هنيغف الإقليمي ولم يسفر عن وقوع إصابات أو أضرار.
19 فبراير 2009
أُطلقت خمسة صواريخ قسام من قطاع غزة باتجاه النقب الغربي. ضربت الثانية في الصباح منطقة إشكول وثلاثة في المساء، سقطت واحدة بالقرب من سديروت والأخرى بالقرب من نتيفوت. ولم تتسبب الهجمات الصاروخية في وقوع إصابات أو أضرار. قصف سلاح الجو الإسرائيلي ستة أنفاق للتهريب على طول الحدود بين غزة ومصر ردا على إطلاق الصواريخ في الصباح. تسبب الهجوم في وقوع انفجارات ثانوية، بحسب الجيش الإسرائيلي، أظهرت إصابة متفجرات في الغارة الجوية. ولم ترد تقارير عن وقوع اصابات.
20 فبراير 2009
أطلق مسلحون من غزة 10 قذائف هاون وصاروخ قسام على النقب الغربي يوم الجمعة.
21 فبراير 2009
ضرب صاروخ عسقلان.
22 فبراير 2009
أذاع راديو إسرائيل أن نشطاء فلسطينيين في قطاع غزة أطلقوا يوم الأحد قذيفتي هاون على جنود الجيش الاسرائيلى بالقرب من الحدود. وفي وقت سابق سقط صاروخ قسام على النقب الغربي. ولم ترد أنباء عن وقوع إصابات أو أضرار في أي من الحادثتين.
23 فبراير 2009
أُطلق صاروخان من صواريخ القسام من قطاع غزة باتجاه النقب الغربي. سقطت واحدة في الصباح بالقرب من سديروت وواحدة بعد الظهر سقطت بالقرب من كيبوتس.
25 فبراير 2009
سقط صاروخان من صواريخ القسام يوم الأربعاء على منطقة شاعر هنيغف غربي النقب. ولم ترد تقارير عن وقوع إصابات في أي من الحادثتين. وردا على ذلك قصف سلاح الجو الإسرائيلي أنفاقا للتهريب تحت الحدود بين غزة ومصر. ووقعت انفجارات ثانوية تبين أنها تحتوي على أسلحة.
26 فبراير 2009
أُطلقت ثلاثة صواريخ قسام من قطاع غزة. دمر أحد الصواريخ منزلين في سديروت في وقت مبكر من صباح اليوم وسقط الآخر بالقرب من منطقة صناعية. تم علاج امرأة وابنها من الصدمة. في ساعات المساء، سقط صاروخ على أرض مفتوحة في منطقة إشكول.
27 فبراير 2009
تم إطلاق صاروخين من صواريخ القسام من غزة. وضرب أحدهما غربي النقب فيما أصاب الآخر منطقة سدوت هنيغف. ولم ترد أنباء عن وقوع إصابات أو أضرار في الحادث.
28 فبراير 2009
تم إطلاق عشرة صواريخ من قطاع غزة على إسرائيل. واستهدفت ستة صواريخ بلدات في منطقة غزة، وأصابت اثنتان عسقلان، وواحد سقط في منطقة إشكول وواحد بالقرب من منطقة سدوت النقب. ولم تقع إصابات أو أضرار بالممتلكات باستثناء صاروخ أصاب ساحة مدرسة خالية في عسقلان. تعرضت المدرسة نفسها لأضرار بالغة، حيث أصابت الشظايا بعض الفصول الدراسية (بما في ذلك المناطق التي حددتها وزارة الدفاع على أنها آمنة). تم علاج العديد من الأشخاص من الصدمة من قبل المسعفين الذين وصلوا إلى مكان الحادث. وعقب الهجوم التقى نائب رئيس بلدية عسقلان مع قائد منطقة قيادة الجبهة الداخلية بالمنطقة الجنوبية. قرروا إغلاق المدرسة في 1 مارس، بينما سيتم إرسال طلابها إلى مكان بديل. ستعمل جميع المدارس الأخرى في المدينة كالمعتاد.

## مارس
1 مارس 2009
تم إطلاق 7 صواريخ باتجاه إسرائيل، سقط أحدها على ساحة في سديروت. ولم يصب أحد في أي من الهجمات.
2 مارس 2009
أطلق مسلحون فلسطينيون صاروخا على مدينة عسقلان الجنوبية من قطاع غزة مساء يوم الاثنين. ولم يصب أحد ولم يسفر الهجوم عن أضرار.
5 مارس 2009
أطلق نشطاء فلسطينيون وابلا من صواريخ القسام وقذائف الهاون على إسرائيل يوم الخميس. أطلقوا ستة صواريخ قسام من مناطق سيطرة حماس على النقب الغربي. ضربت جميعها مناطق مفتوحة، ولم تتسبب في أضرار أو إصابات. وسقطت قذيفتا هاون قرب منطقة ناحل عوز ولم تسفر عن سقوط ضحايا.
في وقت لاحق من مساء اليوم، أطلق مسلحون فلسطينيون صاروخ غراد أصاب كنيس يهودي في بلدة نتيفوت الجنوبية، مما تسبب في أضرار طفيفة في المبنى. قال الجيش الإسرائيلي إن سلاح الجو الإسرائيلي رد بعد قليل من الهجوم بقصف أربعة أنفاق للتهريب في جنوب قطاع غزة. ولم يصب أحد في الهجوم الصاروخي على نتيفوت.
وفي بيان صدر بعد الهجوم على الأنفاق، قال الجيش الإسرائيلي: "بصفتها السلطة الوحيدة في قطاع غزة، تتحمل حماس المسؤولية الكاملة عن كل الإرهاب الذي ينشأ داخل منطقة سيطرتها. وسيواصل الجيش الإسرائيلي الرد على أي محاولات لزعزعة استقرار جنوب إسرائيل".
7 مارس 2009
تم إطلاق ما لا يقل عن ثلاثة صواريخ من غزة على إسرائيل، وأصابت النقب الغربي.
8 مارس 2009
صباح الأحد، أطلق نشطاء في غزة أربعة صواريخ قسام على النقب الغربي. سقطت ثلاثة صواريخ على منطقة إشكول وسقط صاروخ واحد في منطقة سدوت النقب. ولم ترد أنباء عن وقوع إصابات أو أضرار في أي من الحوادث، ولكن لم يتم تفعيل صفارات الإنذار المبكر، مما تسبب في حالة من الذعر بين بعض السكان المحليين.
أفاد الجيش الإسرائيلي أنه استهدف مستودع أسلحة يستخدمه النشطاء وقصف نفقين للتهريب تحت الحدود بين مصر وغزة. وقال مسؤولون أمنيون في حماس إن المستودع كان خاليا ولم يصب أحد.
10 مارس 2009
قال الجيش الإسرائيلي إن نشطاء أطلقوا أربعة صواريخ على إسرائيل يوم الثلاثاء.
صباح الثلاثاء، أطلق مسلحون في غزة صاروخين من صواريخ القسام على النقب الغربي. ولم ترد أنباء عن وقوع إصابات أو أضرار في أي من الحادثين.
فيما بعد تم إطلاق صاروخين آخرين. ويقول الجيش الإسرائيلي إن طائراته قصفت فرقة صواريخ فلسطينية في غزة بعد أن أطلق النشطاء الصواريخ. وتقول أجهزة الأمن الفلسطينية إن ثلاثة أشخاص أصيبوا. ووقعت الغارة الجوية في شمال قطاع غزة، وهي أكثر مناطق إطلاق الصواريخ تكرارا.
11 مارس 2009
بعد ذلك بقليل، سقط صاروخان على منطقة إشكول في النقب الغربي. أصابت الصواريخ مناطق مفتوحة ولم تسفر عن إصابات. في وقت لاحق، في ساعات بعد الظهر، أُطلق صاروخا قسام إضافيان من قطاع غزة على النقب الغربي، أصاب أحدهما عبوة غاز طبيعي في منطقة شاعر هنيغف. لم تنفجر القنبلة ولم ترد أنباء عن وقوع إصابات في أي من الحادثتين. وطوال اليوم، عولجت امرأتان إسرائيليتان من الصدمة فيما يتعلق بالصواريخ.
13 مارس 2009
أُطلقت ثلاثة صواريخ من غزة على إسرائيل. تم إطلاق أحدهم في الصباح ليصيب منطقة إشكول. أما الاثنان الآخران فقد أُطلقا في المساء وأصابت النقب الغربي. ولم يبلغ عن وقوع إصابات أو أضرار.
14 مارس 2009
انفجار صواريخ داخل إسرائيل في النقب الغربي.
24 مارس 2009
أُطلق صاروخ قسام باتجاه جنوب إسرائيل من قطاع غزة. وسقط الصاروخ في منطقة مكشوفة جنوب عسقلان ولم يسفر عن وقوع إصابات أو أضرار.

## أبريل
1 أبريل 2009
أطلق نشطاء من غزة ثلاثة صواريخ قسام من القطاع على إسرائيل.
15 أبريل 2009
أطلق نشطاء فلسطينيون صاروخ قسام على النقب الغربي يوم الأربعاء، منهيا فترة هدوء استمرت أسبوعين في إطلاق الصواريخ عبر الحدود. وانفجر الصاروخ في منطقة إشكول ولم يسفر عن إصابات أو أضرار بالممتلكات.
30 أبريل 2009
أطلق مسلحون فلسطينيون صاروخ قسام على جنوب إسرائيل. وسقط الصاروخ بالقرب من كيبوتس، لكن "لم تقع إصابات أو أضرار".

## مايو
10 مايو 2009
أطلق مسلحون فلسطينيون صاروخ قسام على جنوب إسرائيل. وسقط الصاروخ بالقرب من كيبوتس، لكن "لم ترد أنباء عن وقوع أضرار".

## يونيو
"... في منتصف يونيو. . . أطلق الفلسطينيون قذيفتين في غضون 24 ساعة".

## يوليو
16 يوليو 2009
أطلق مسلحون فلسطينيون صاروخ قسام على جنوب إسرائيل. وسقط الصاروخ في منطقة سدوت النقب ولم يبلغ عن أضرار.

## أغسطس
9 أغسطس 2009
أطلق نشطاء فلسطينيون قذائف الهاون على جنوب إسرائيل. وخلال إحدى الجولات، سقطت قذيفتا هاون على مقربة من حاجز بيت حانون، على بعد ياردات فقط من سيارات الإسعاف التي كانت تنقل مريض قلب فلسطيني إلى إسرائيل لتلقي العلاج". وخلال جولة أخرى، "سقطت قذائف بالقرب من مجموعة من مهندسي الجيش الإسرائيلي".
24 أغسطس 2009
أطلق نشطاء فلسطينيون قذائف الهاون على جنوب إسرائيل. وسقطت قذائف الهاون بالقرب من قاعدة للجيش الإسرائيلي مما أدى إلى إصابة جندي إسرائيلي بجروح.
29 أغسطس 2009
وسقط صاروخ أطلقه مسلحون فلسطينيون في قطاع غزة "في النقب الغربي".
30 أغسطس 2009
أطلق نشطاء فلسطينيون قذائف الهاون على جنوب إسرائيل. واستهدفت قذائف الهاون مدينة سديروت المدنية الإسرائيلية.
31 أغسطس 2009
أطلق نشطاء فلسطينيون صواريخ على جنوب إسرائيل. حتى بعد ظهر يوم 31 أغسطس، ولم يتم تحديد مكان هبوط المقذوفات.

## سبتمبر
3 سبتمبر 2009
أطلق نشطاء فلسطينيون قذائف الهاون على جنوب إسرائيل. وسقطت القذائف في مناطق مكشوفة في النقب الغربي.
15 سبتمبر 2009
ذكرت صحيفة القدس بوست للشرطة: إطلاق مخرّبين قذيفتي فسفور على إسرائيل، ويتوقع الجيش الإسرائيلي أن تنتهي موجة صواريخ من القطاع، بما في ذلك 10 صواريخ يوم أمس، بعد سوكوت؛ قصف سلاح الجو الإسرائيلي نفقًا جنوب غزة، مما أسفر عن مقتل شخص. تصاعدت الهجمات من قطاع غزة يوم الأربعاء بإطلاق 10 صواريخ وقذائف هاون على إسرائيل - بما في ذلك صاروخان يحتويان على الفوسفور - حيث توقع مسؤولو دفاع هدوء أعمال العنف بعد سوكوت. أحد الصواريخ عيار 122 ملم. كاتيوشا - ضرب شمال عسقلان.
20 سبتمبر 2009
أطلق مسلحون فلسطينيون صواريخ قسام على جنوب إسرائيل "انفجرت في مناطق مفتوحة في النقب الغربي".
24 سبتمبر 2009
وأطلق مسلحون فلسطينيون صواريخ قسام على جنوب إسرائيل "أصابت منطقة مفتوحة في مجلس إشكول الإقليمي في جنوب إسرائيل."
28 سبتمبر 2009
أطلق نشطاء فلسطينيون صواريخ القسام على جنوب إسرائيل.
29 سبتمبر 2009
أطلق نشطاء فلسطينيون صواريخ القسام على جنوب إسرائيل.

## أكتوبر
2 أكتوبر 2009
أطلق نشطاء فلسطينيون من قطاع غزة صواريخ قسام على شاعر هنيغف في جنوب إسرائيل.

## نوفمبر
2 نوفمبر 2009
أُطلق صاروخ قسام باتجاه إسرائيل من قطاع غزة، وسقط في حقل مفتوح في منطقة شاعر هنيغف. ولم يبلغ عن وقوع إصابات أو أضرار.
13 نوفمبر 2009
أُطلق صاروخ قسام باتجاه إسرائيل من قطاع غزة، وسقط في حقل مفتوح في منطقة سدوت النقب. ولم يبلغ عن وقوع إصابات أو أضرار.
21 نوفمبر 2009
أُطلق صاروخ قسام فجر اليوم على مدينة سديروت قبل اتفاق فصائل غزة على وقف إطلاق الصواريخ. وسقط الصاروخ في منطقة مكشوفة في مجلس شاعر هنيغف الإقليمي ولم يتسبب في وقوع إصابات أو أضرار.
23 نوفمبر 2009
أُطلق صاروخ قسام على جنوب إسرائيل بعد 48 ساعة من إعلان حماس "حصولها على اتفاق" بين فصائل غزة لوقف الهجمات الصاروخية. "انفجر صاروخ بالقرب من كيبوتس في مجلس شاعر هنيغف الإقليمي" ولم يسفر عن وقوع إصابات أو أضرار.

## ديسمبر
16 ديسمبر
أُطلق صاروخان على إسرائيل وسقطا في منطقة مفتوحة بالقرب من سديروت.
30 ديسمبر
سقطت قذيفة هاون فلسطينية أُطلقت باتجاه إسرائيل من قطاع غزة في منطقة مفتوحة في منطقة إشكول. لم يصب أحد ولم يبلغ عن أضرار.
31 ديسمبر
تم إطلاق صاروخين روسيي الصنع من قطاع غزة باتجاه إسرائيل، أصاب أحدهما مدينة نتيفوت حوالي الساعة 9:30 مساءً. فشل نظام الإنذار المبكر باللون الأحمر. وأصيبت امرأة بصدمة ولم يبلغ عن أضرار. ويعتبر الحادث أول حالة منذ حرب غزة استخدم فيها مسلحون فلسطينيون صاروخا من هذا النوع. قصف سلاح الجو الإسرائيلي نفقين للتهريب في قطاع غزة ليل الجمعة ردا على صاروخ أطلقه نشطاء من غزة على بلدة نتيفوت جنوب إسرائيل مساء الخميس. أعلن أعضاء من الجبهة الشعبية لتحرير فلسطين مسؤوليتهم عن الاعتداء. وردت إسرائيل في 1 يناير بقصف نفقين للتهريب في قطاع غزة. وقالت مصادر فلسطينية أن إسرائيل قصفت عدة أهداف وأصيب أربعة أشخاص بجروح طفيفة.